# Scooby Doo: Koszmarne bramki
Scooby Doo: Koszmarne bramki (ang. Scooby-Doo! Ghastly Goals) – amerykański film animowany z 2014 roku zrealizowany przez wytwórnię Warner Bros. Animation, bazowany na podstawie seriali animowanych Scooby Doo.
Premiera filmu została wydana 13 maja 2014 w Stanach Zjednoczonych na DVD. W Polsce film odbędzie się 30 maja 2015 w HBO.

## Fabuła
Scooby Doo oraz jego przyjaciele – Kudłaty, Fred, Daphne i Velma wybierają się na wakacje, aby odpocząć od spokoju i postanawiają przygotować się do rozegrania meczu piłki nożnej. Nagle zabawa zostaje przerwana przez mityczne bestie, które zaczynają atakować. Po raz kolejny Scooby Doo i Brygada Detektywów muszą rozwiązać zagadkę pojawienia się potworów.

## Obsada
- Frank Welker –
  - Scooby Doo,
  - Fred Jones,
  - Eshu
- Matthew Lillard – Kudłaty Rogers
- Mindy Cohn – Velma Dinkley
- Grey DeLisle – Daphne Blake
- Gabriel Iglesias – profesor Perez
- Mina Olivera – Maria
- Rob Paulsen – Julio
- Danny Trejo – Reynaldo